# Basketbrawl
Basketbrawl é um jogo eletrônico lançado para o Atari 7800 em 1990 e para Atari Lynx em 1992. É um jogo de basquete e de beat'em up ao mesmo tempo. Neste jogo, o time do jogador compete contra o time adversário, marcando pontos atráves de fazer umas cestas ou através de brigas.